# NNN ELECTION
NNN ELECTION（エヌエヌエヌ エレクション）は、NNN（日本テレビ系列）の選挙特別番組。
当項では2001年までに日本テレビ系列で放送された選挙特番について述べる。なお日本テレビ系列で選挙の開票速報が初めて行われたのは、1955年2月の第27回衆議院議員総選挙の時である。

## 過去に放送された日本テレビの選挙特番

### 衆院選（総選挙）
- 第33回衆議院議員総選挙（1972年）：NNN総選挙特別番組　出演：前田勝、本多当一郎
- 第34回衆議院議員総選挙（1976年）：衆院選開票速報　出演：佐藤昭、福富達
- 第35回衆議院議員総選挙（1979年）：'79総選挙にズームイン!!開票速報　出演：徳光和夫、ベッキー・ベンダー、福富達ほか
- 第37回衆議院議員総選挙（1983年）：NNN'83総選挙開票特別番組　出演：福富達、松永二三男、井田由美
- 第39回衆議院議員総選挙（1990年）：第39回総選挙開票特別番組 Election'90 出演：徳光和夫、福留功男ほか
  - 日本テレビではこの回で初めて「投票終了時刻と同時に出口調査による獲得議席予測の結果発表」という手法を導入した。また、前年の参院選に続き20時から2時間の日立グループ一社提供枠ではCMを一切放送しなかった。前年と同じく事前番宣でも「2時間CMタイムが消えます」と説明されている。
- 第40回衆議院議員総選挙（1993年）：NNN選挙ジャンクション「選挙&ナイター」　出演：徳光和夫、福留功男、福岡政行ほか
- 第41回衆議院議員総選挙（1996年）：プロ野球日本シリーズ第2戦&NNN総選挙スペシャル「決戦」 　出演：福留功男、福岡政行、木村優子ほか
- 第42回衆議院議員総選挙（2000年）：NNN総選挙スペシャル　出演：真山勇一、木村優子ほか

### 参院選
- 第9回参議院議員通常選挙（1971年）：参院選開票速報　出演：越智正典、佐藤昭
- 第10回参議院議員通常選挙（1974年）：参院選開票速報　出演：佐藤昭、福富達、三箇和彦、本多当一郎
- 第11回参議院議員通常選挙（1977年）：逆転なるか参院選「開票速報」　出演：佐藤昭、福富達、本多当一郎
- 第13回参議院議員通常選挙（1983年）：参院選開票特別番組　出演：久米宏、福富達、徳光和夫、小林完吾　『久米宏のTV選挙スクランブル』として
- 第15回参議院議員通常選挙（1989年）：ケジメ選挙の一票!徳光和夫が徹底追跡!'89参院選開票特別番組　出演：徳光和夫、大島渚、デーブ・スペクター、井田由美、中村慶一郎
  - この回では日立グループが20時から2時間の枠を一社提供したが、その枠内ではCMを一切放送しないという異例の手法が取られ、事前番宣でもその旨が告知された。その枠内ではCMを流さない代わりとしてスタジオセットの各党派の獲得議席数をデジタル数字で表示するパネルの下部に「（亀の子マーク）HITACHI」のロゴ看板を取り付けたり（これ以外の時間帯は取り外されている）、「この時間は日立の協力により、開票速報をノーCMでお送りしています」というコメントも挿入した。また、この枠内で系列局が飛び降りてローカルの選挙情報を伝える場合でもCMは流れず、日立以外の企業も含めたPT枠等も設定させない完全なCMなし時間帯とした。
- 第16回参議院議員通常選挙（1992年）：徳光・福留の"選挙&ナイター"選挙ジャンクション　出演：徳光和夫、福留功男、細川ふみえ、髙田万由子
- 第17回参議院議員通常選挙（1995年）：漂流ニッポン95参院選　出演：福留功男、福岡政行、秋野暢子、中村慶一郎、真山勇一、木村優子
- 第18回参議院議員通常選挙（1998年）：超合体スペシャルだ!!NNN選挙&ナイター&'98なんで投票しないの?　出演：福留功男、桜井よしこ、テリー伊藤、山田まりや、中村慶一郎
- 第19回参議院議員通常選挙（2001年）：NNN参院選スペシャル2001・鼓動　出演：福澤朗、橋本五郎

### 衆参同日選挙
- 第36回衆議院議員総選挙・第12回参議院議員通常選挙（1980年）：衆参選挙開票速報　出演：徳光和夫、國弘正雄
- 第38回衆議院議員総選挙・第14回参議院議員通常選挙（1986年）：衆参同日選挙開票特別番組　出演：徳光和夫ほか